# Klagenfurter Feld

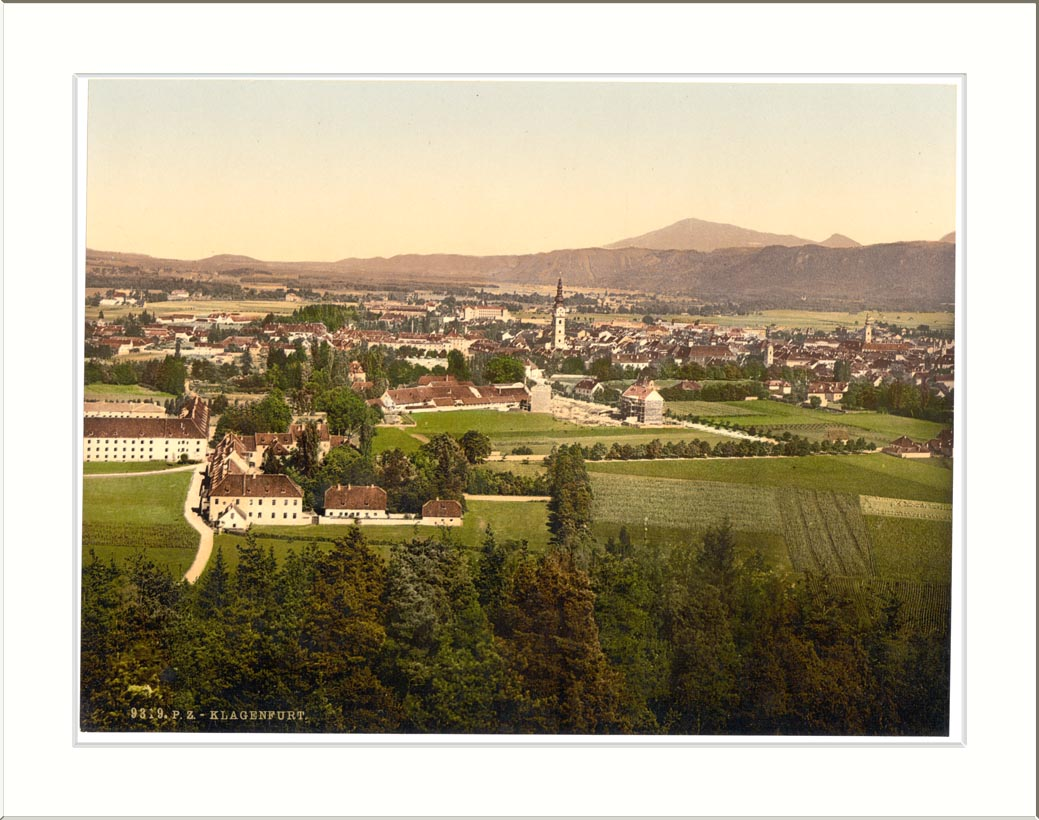
Westliches Klagenfurter Feld: Blick vom Kreuzbergl zur Sattnitz (historische Ansicht)

Das Klagenfurter Feld (slowenisch: Celovško polje) ist eine unterordnete Niederung des Klagenfurter Beckens im österreichischen Bundesland Kärnten. Es liegt zwischen Klagenfurt und Völkermarkt. Nordwärts reicht es bis zum Lippekogel und zum Magdalensberg, und im Süden liegt die Sattnitz.
Es handelt sich um eine während der Würmvereisung vom Draugletscher überformte und bei dessen Rückzug glazial geprägte Landschaft mit Seitenmoränen und Eisrandterrassen, Sandern und mächtigen Endmöränen wie etwa der Lange Rain nördlich von Leibsdorf. Wo der Gletscher Mulden ausgeschabt hatte, entstanden Feuchtgebiete oder Seen, sofern diese nicht durch die Schmelzwässer mit Schotter oder Sand aufgefüllt wurden.
Die Hauptstraßenverbindung ist die in Ostwestrichtung verlaufende, in diesem Abschnitt 1999 freigegebene Süd Autobahn.
Als politisch-geografischer Zentraltraum des Landes, dessen westliche Hälfte nun die sich ausbreitende Landeshauptstadt Klagenfurt mit ihrer zunehmenden Zersiedelung einnimmt, folgt es den kulturhistorischen Trends des Landes und weist doch einige Besonderheiten auf, auf die bereits Wilhelm Wadl speziell in Bezug auf die Gemeinde Magdalensberg hinweist. Eine erstmalige umfassende Beleuchtung der (kärntnerslowenischen) kulturhistorischen Dimension findet sich in der Enzyklopädie der slowenischen Kulturgeschichte in Kärnten. Die (historischen) Flurnamen sind darin gesondert erfasst. Es ist nunmehr auch zentrales literarisches Sujet.